# 공음면
공음면(孔音面)은 대한민국 전북특별자치도 고창군의 면이다.

## 개요
공음면은 동학농민혁명 발상지가 있으며 25여만평의 청보리밭은 봄철이면 한껏 그 아름다운 자태를 자랑하고 가을이면 소금을 뿌려놓은 듯 하얀 메밀꽃밭이 장관을 이루고 있다. 그리고 미네랄이 풍부한 황토밭에 산성비를 맞지 않아 먼지에 오염되지 않은 비가림 하우스에 공지매 수박을 재배 생산하고 있는 살기좋은 고장이다.

## 행정 구역

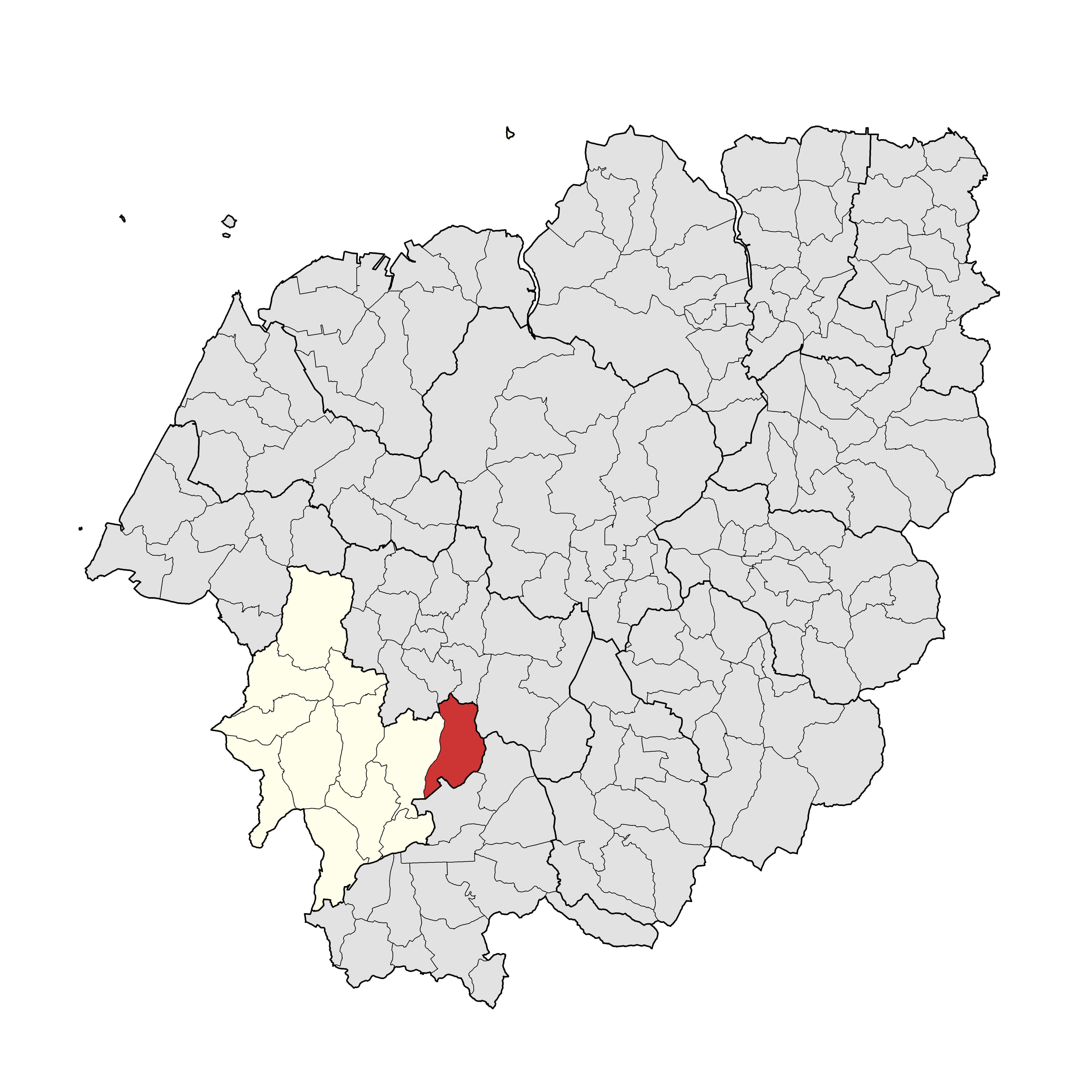
건동리
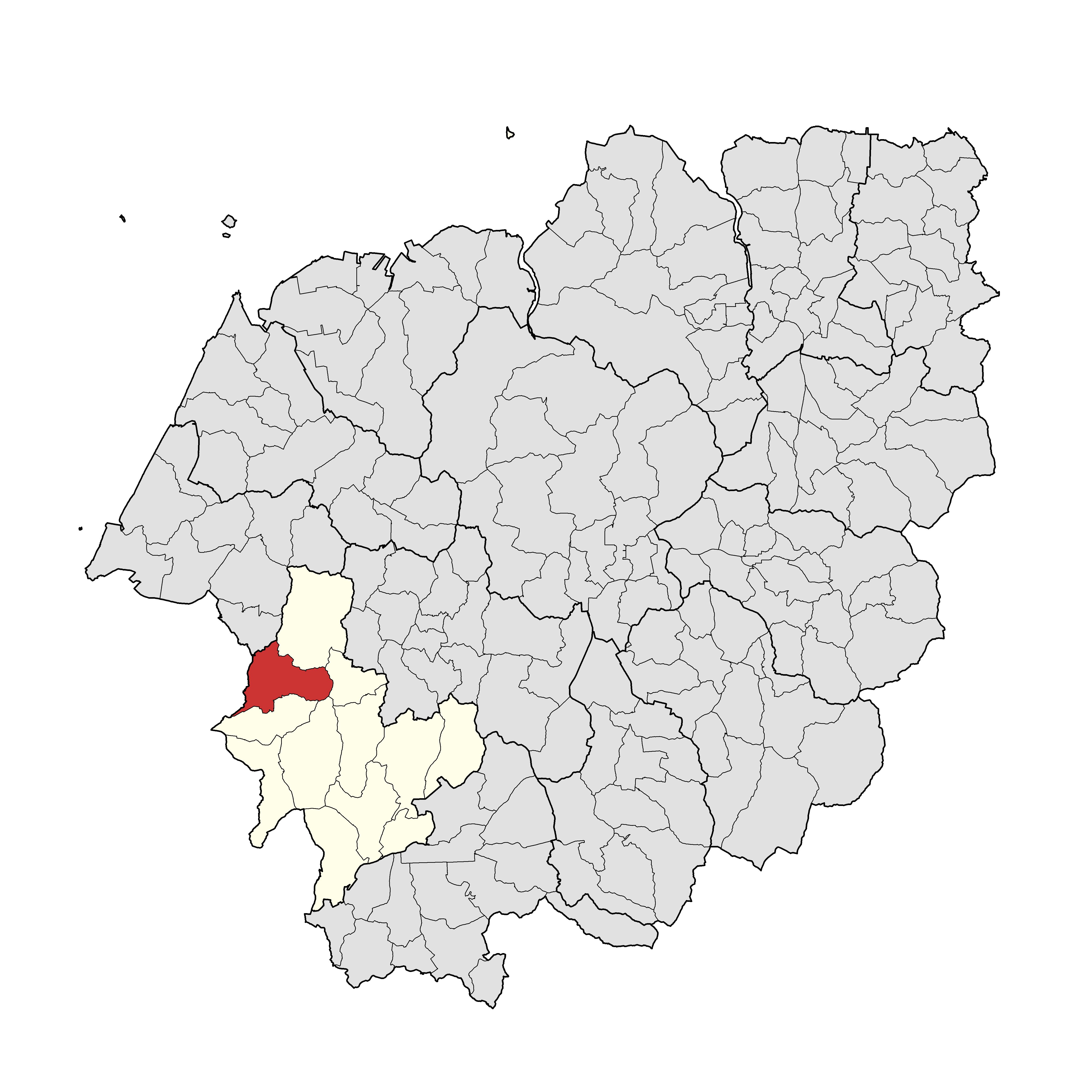
구암리
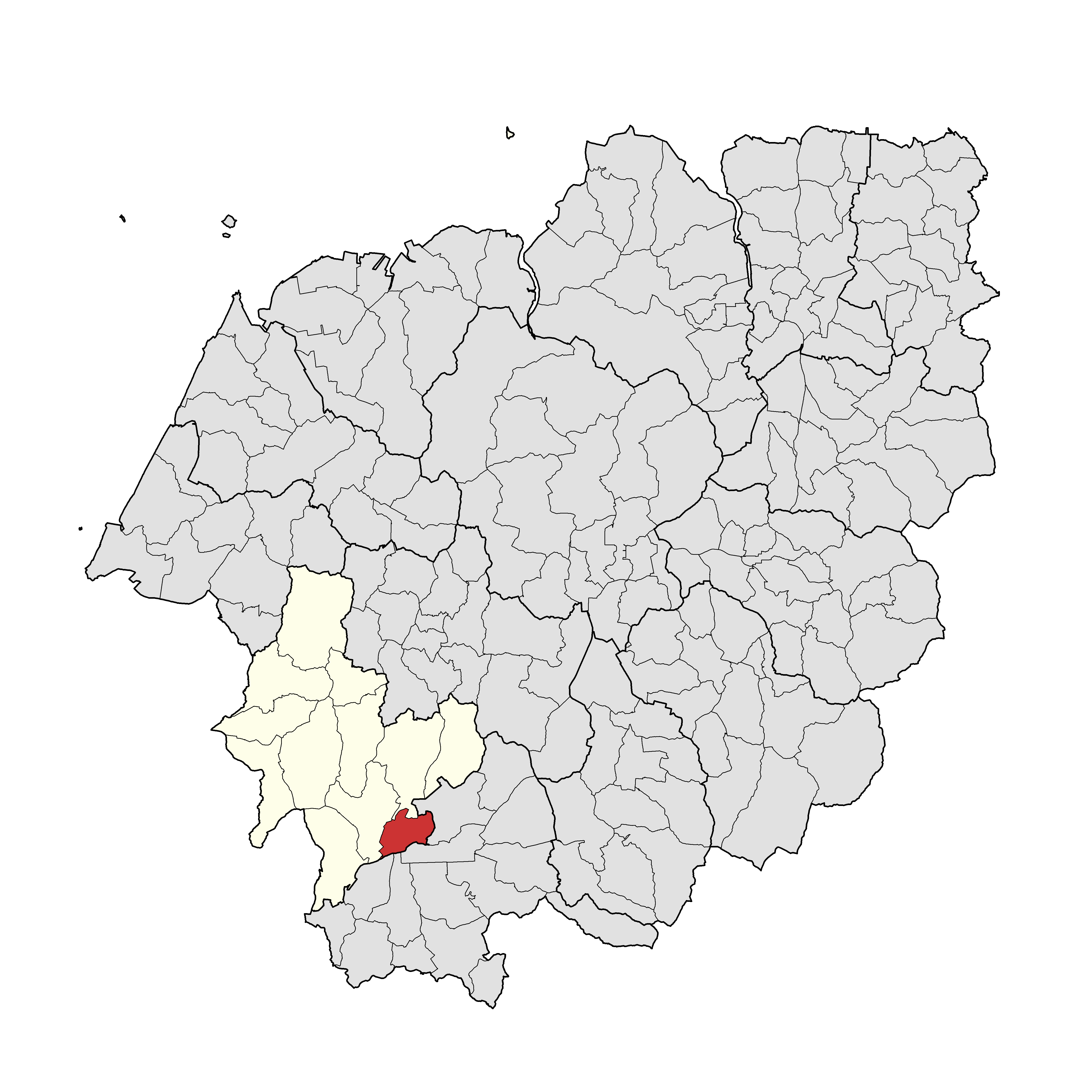
군유리
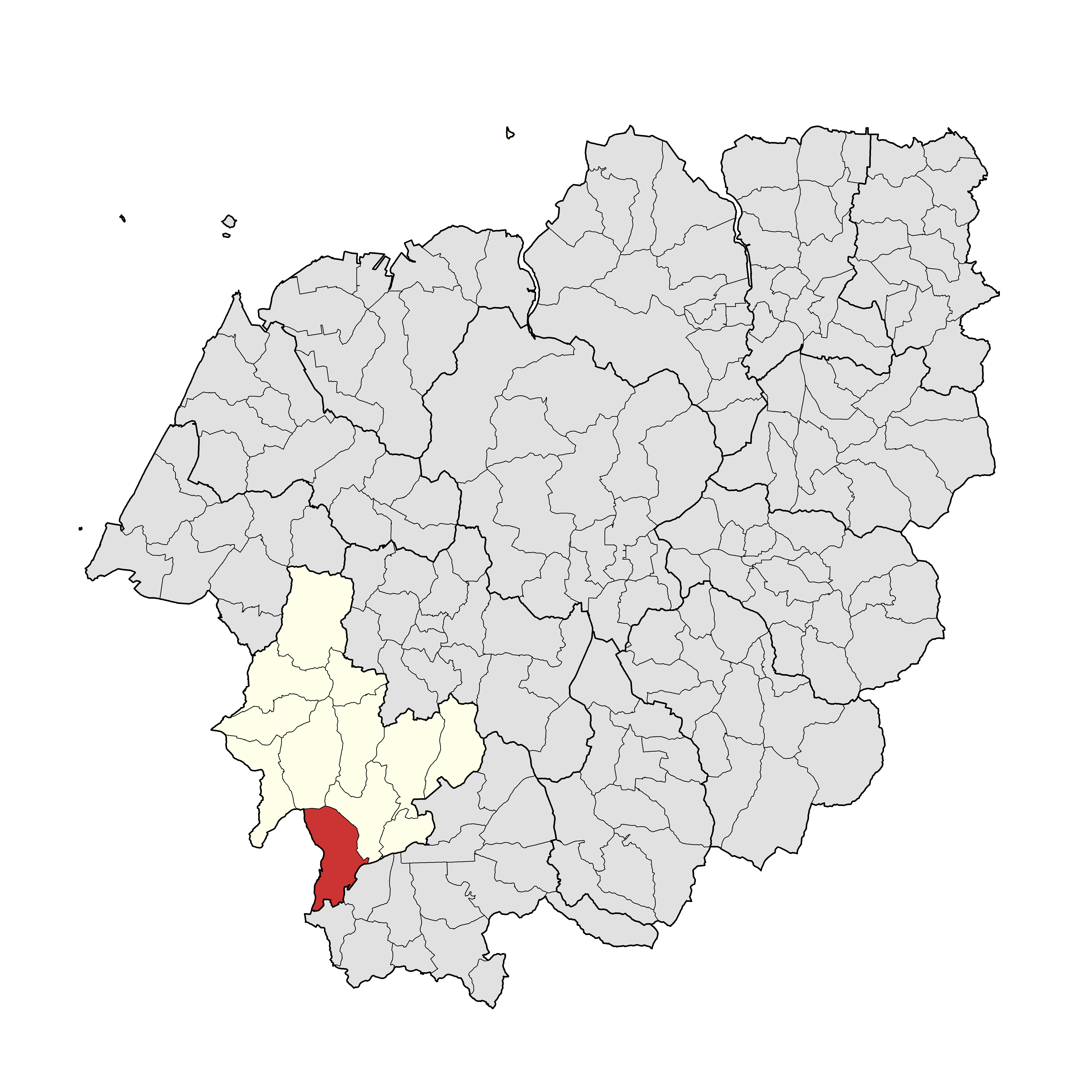
덕암리
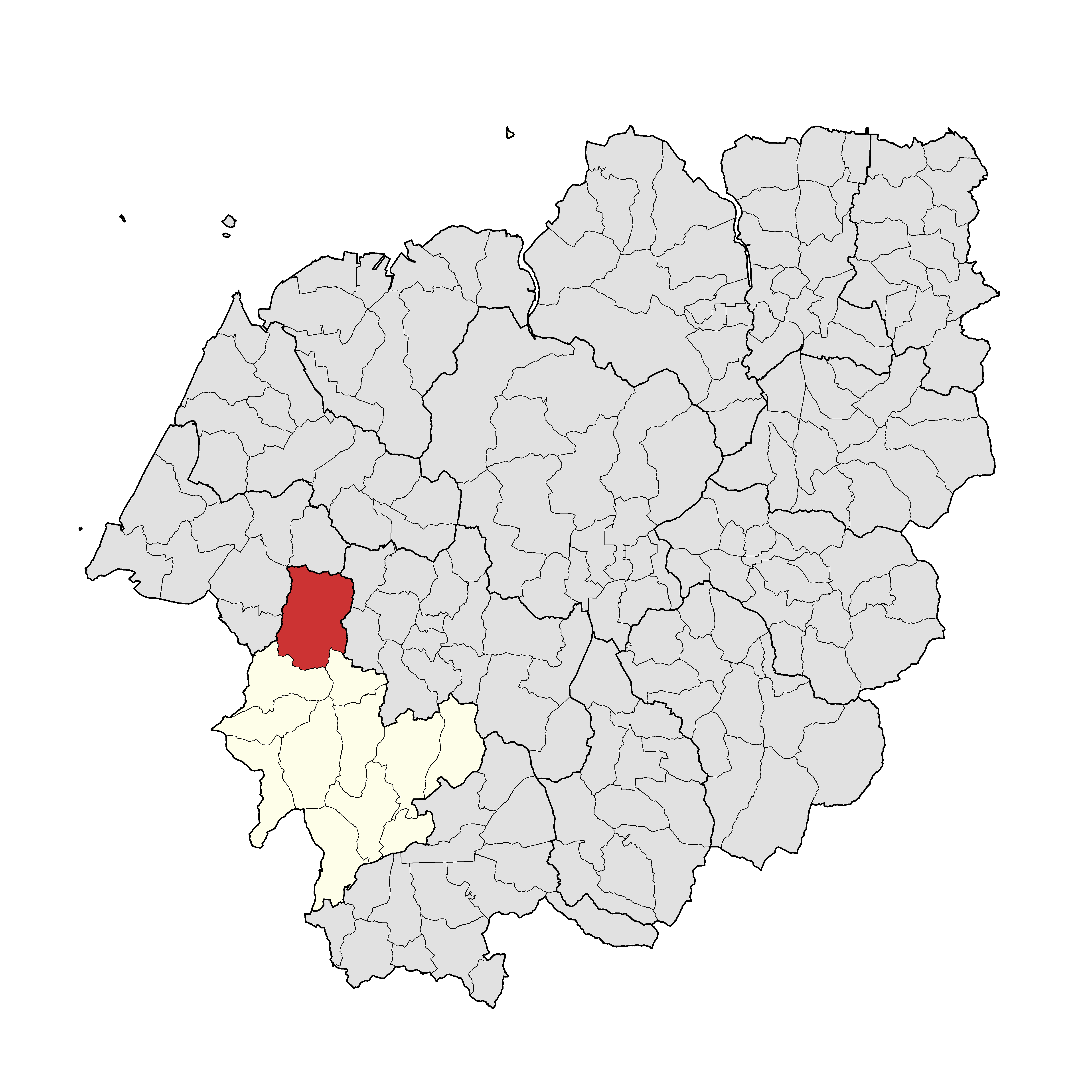
두암리
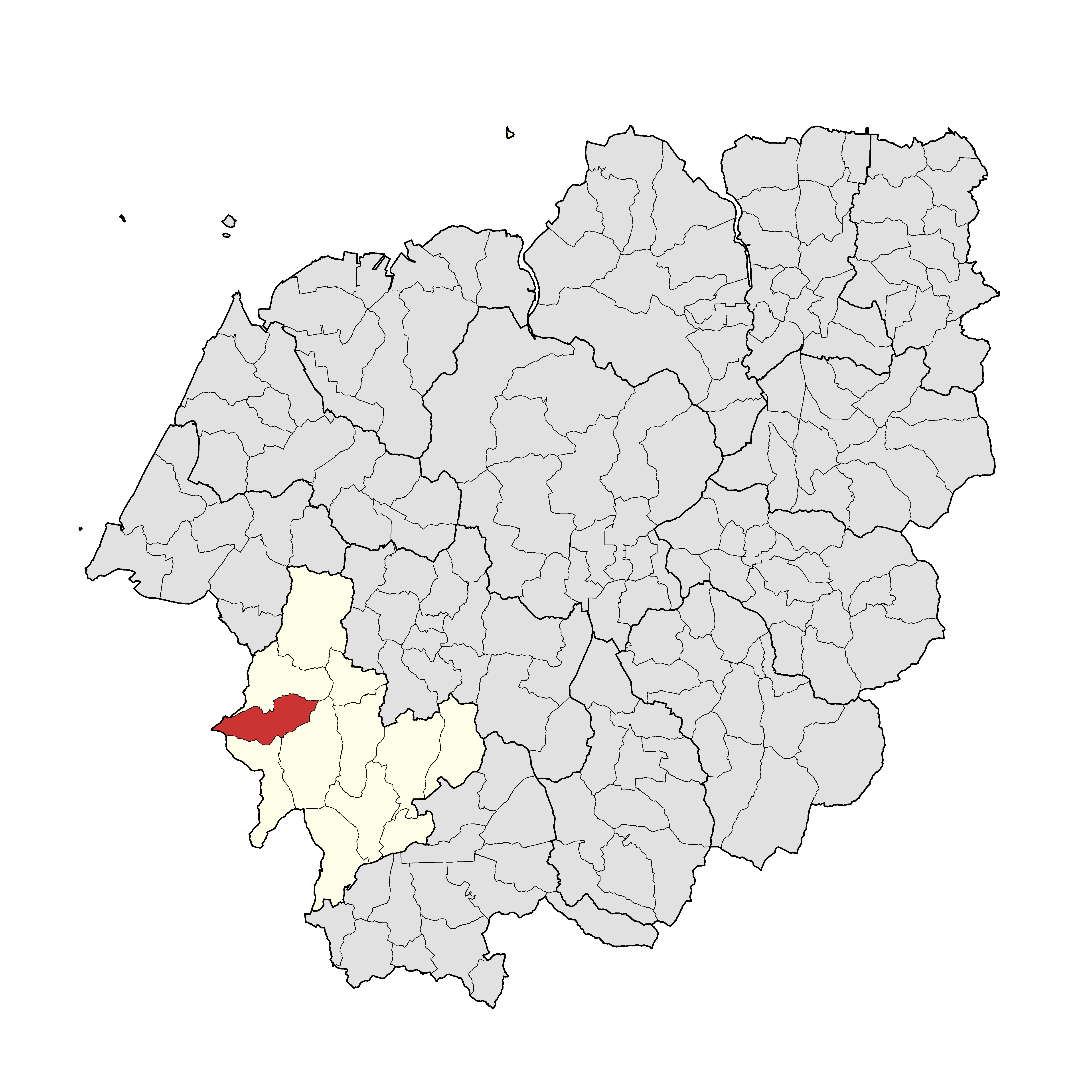
석교리
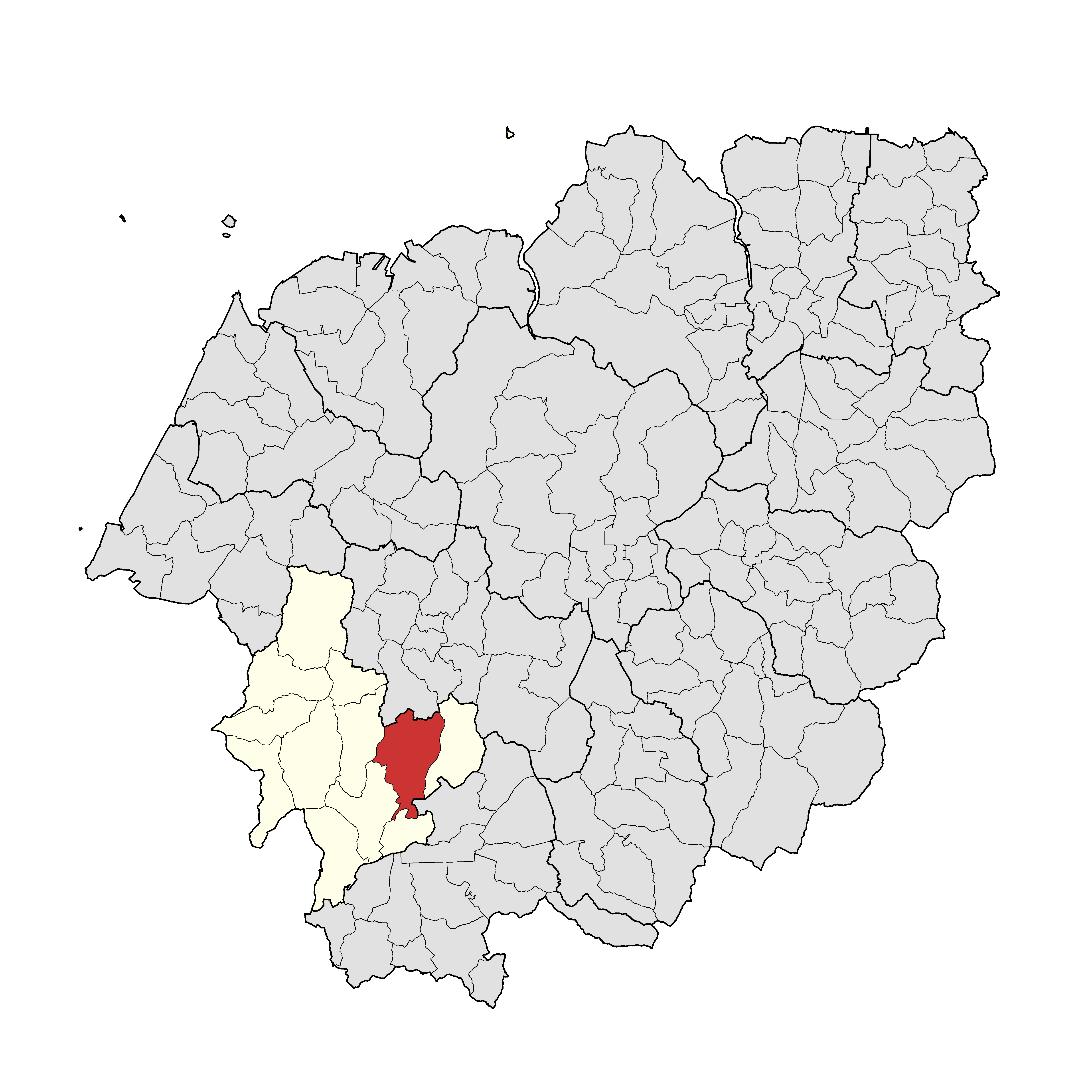
선동리
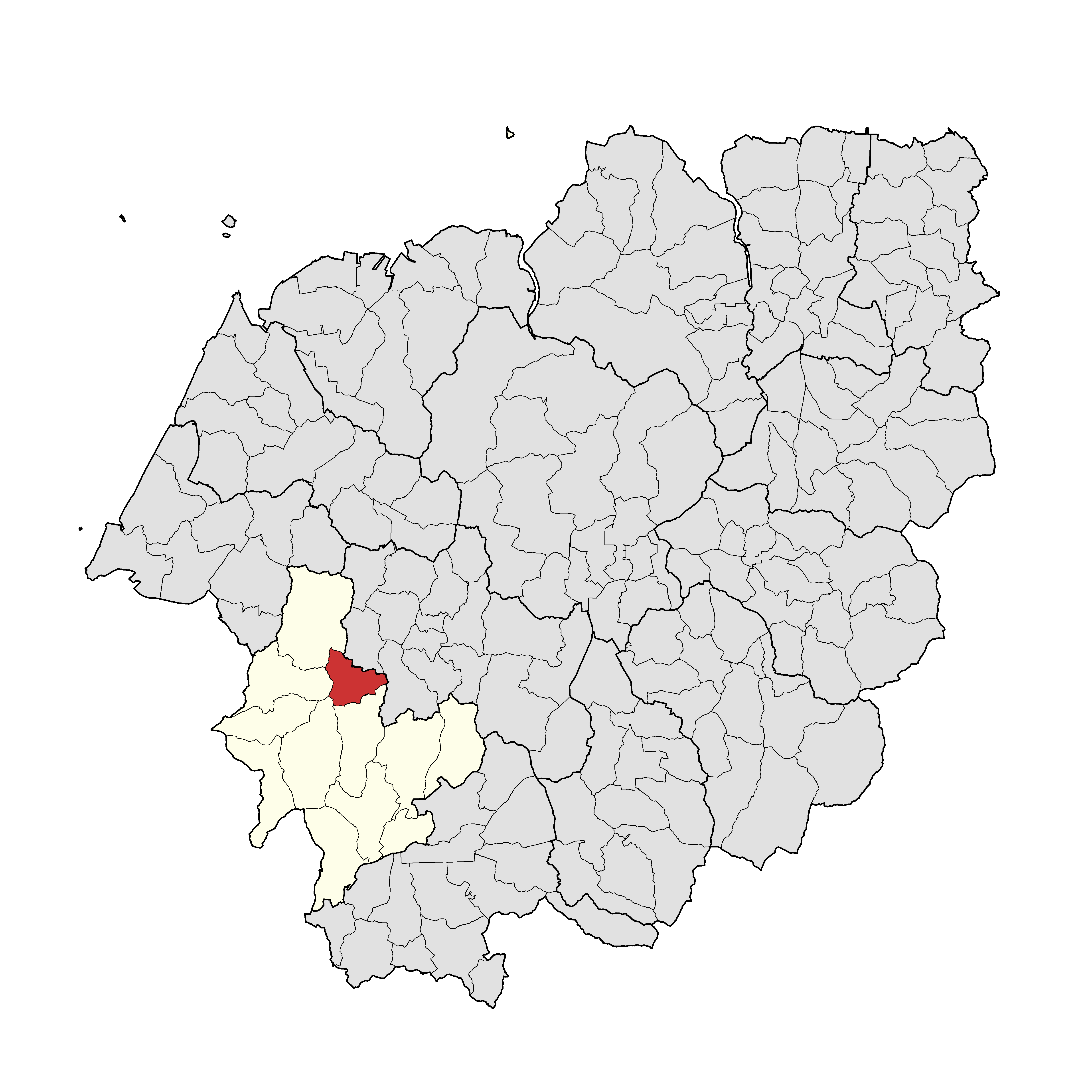
신대리
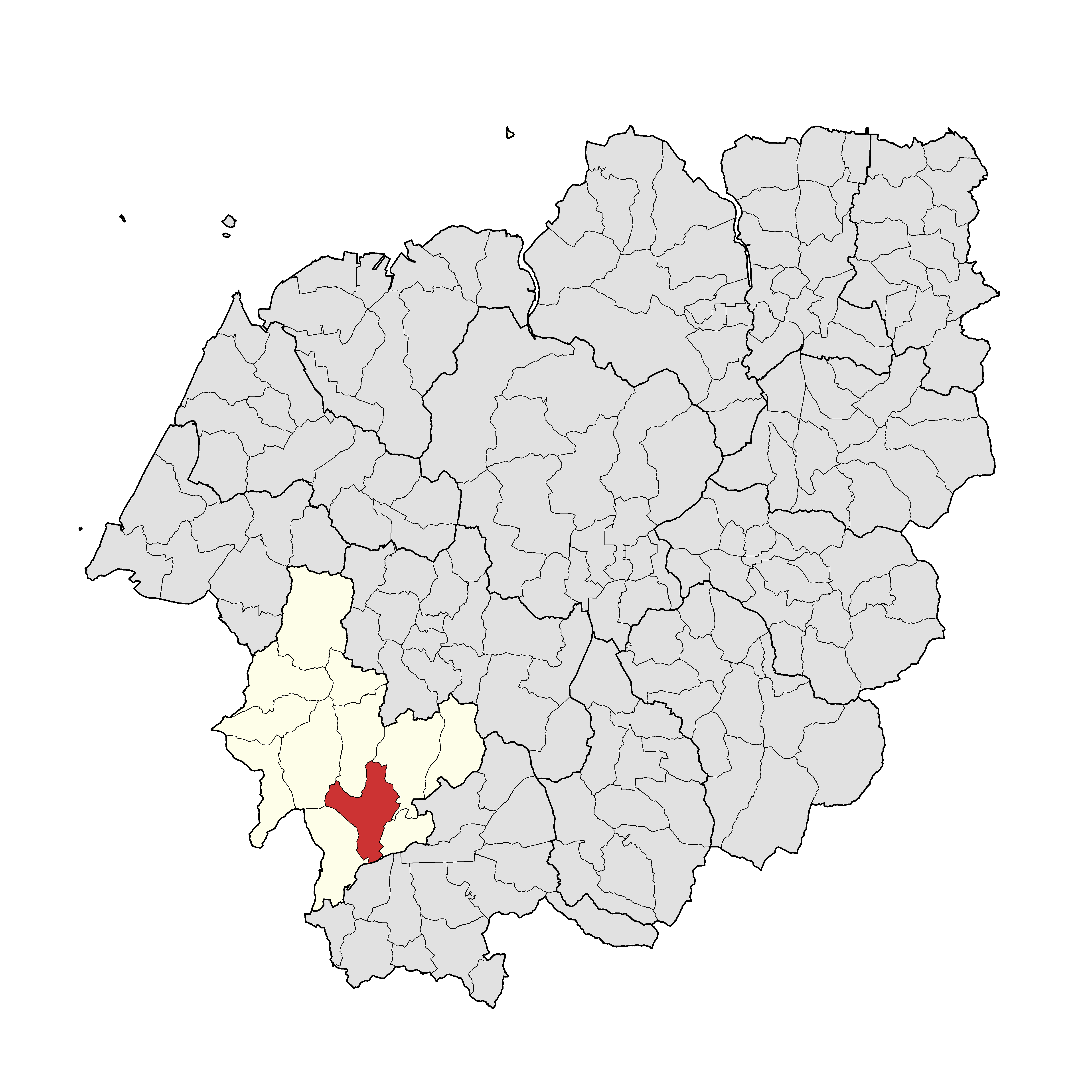
예전리
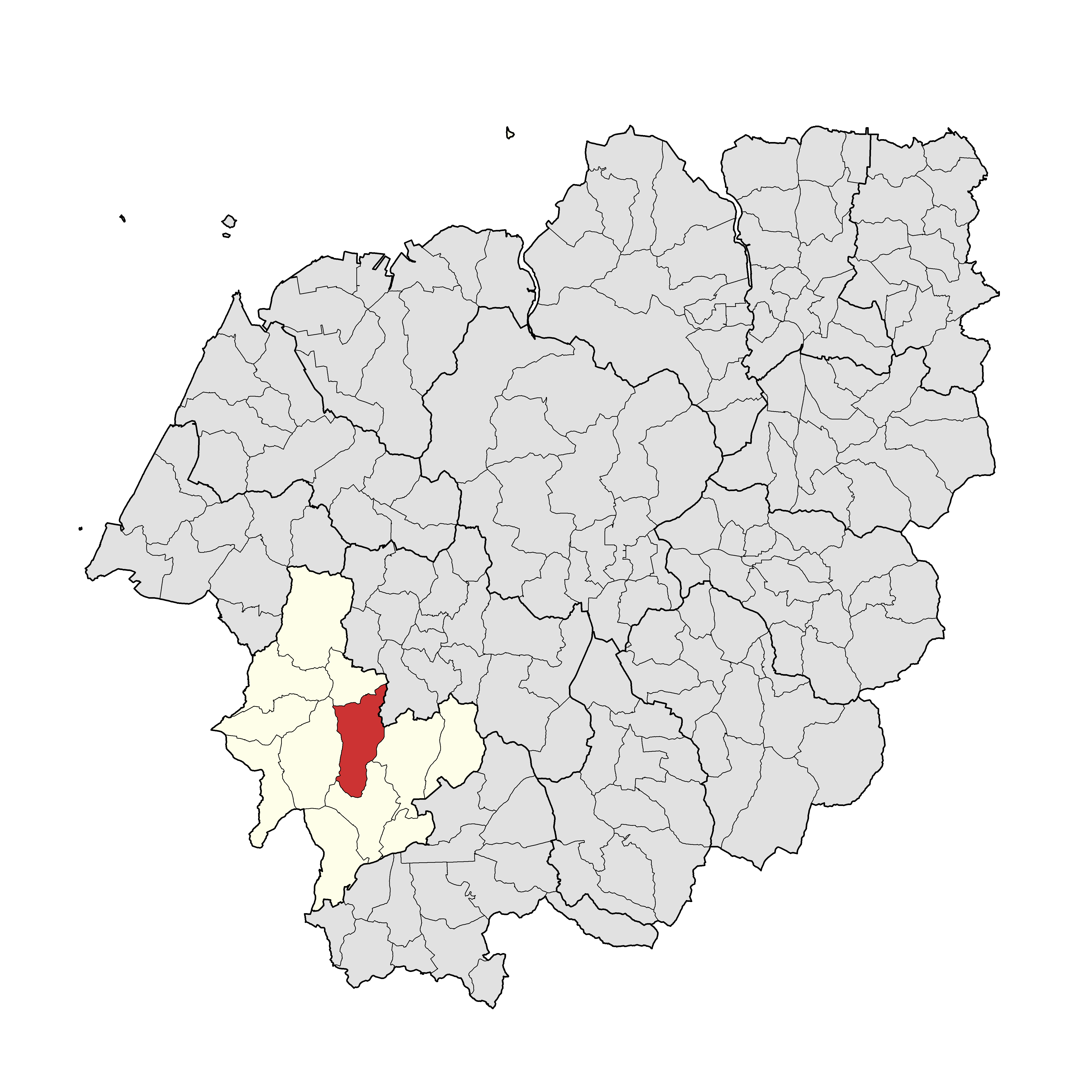
용수리
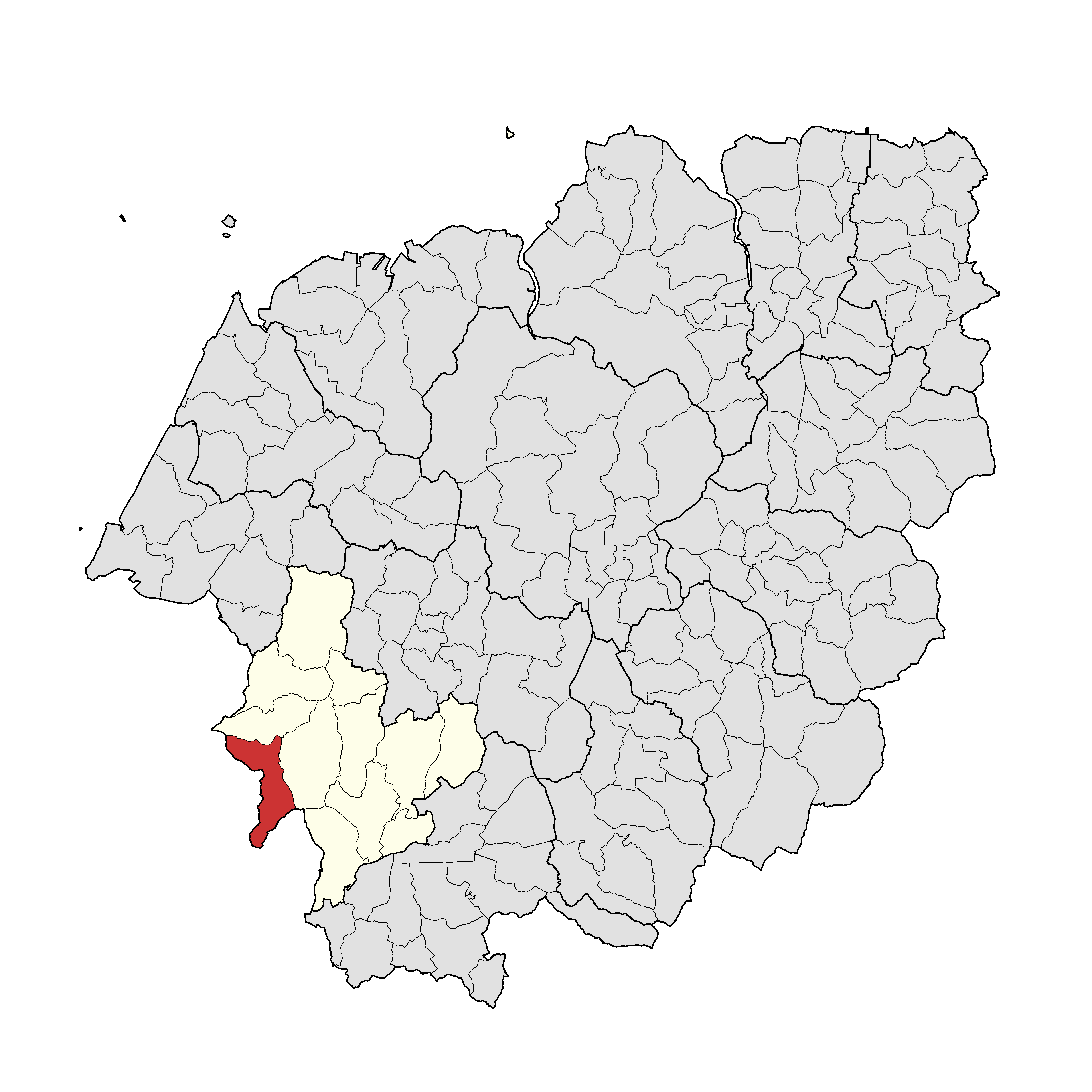
장곡리
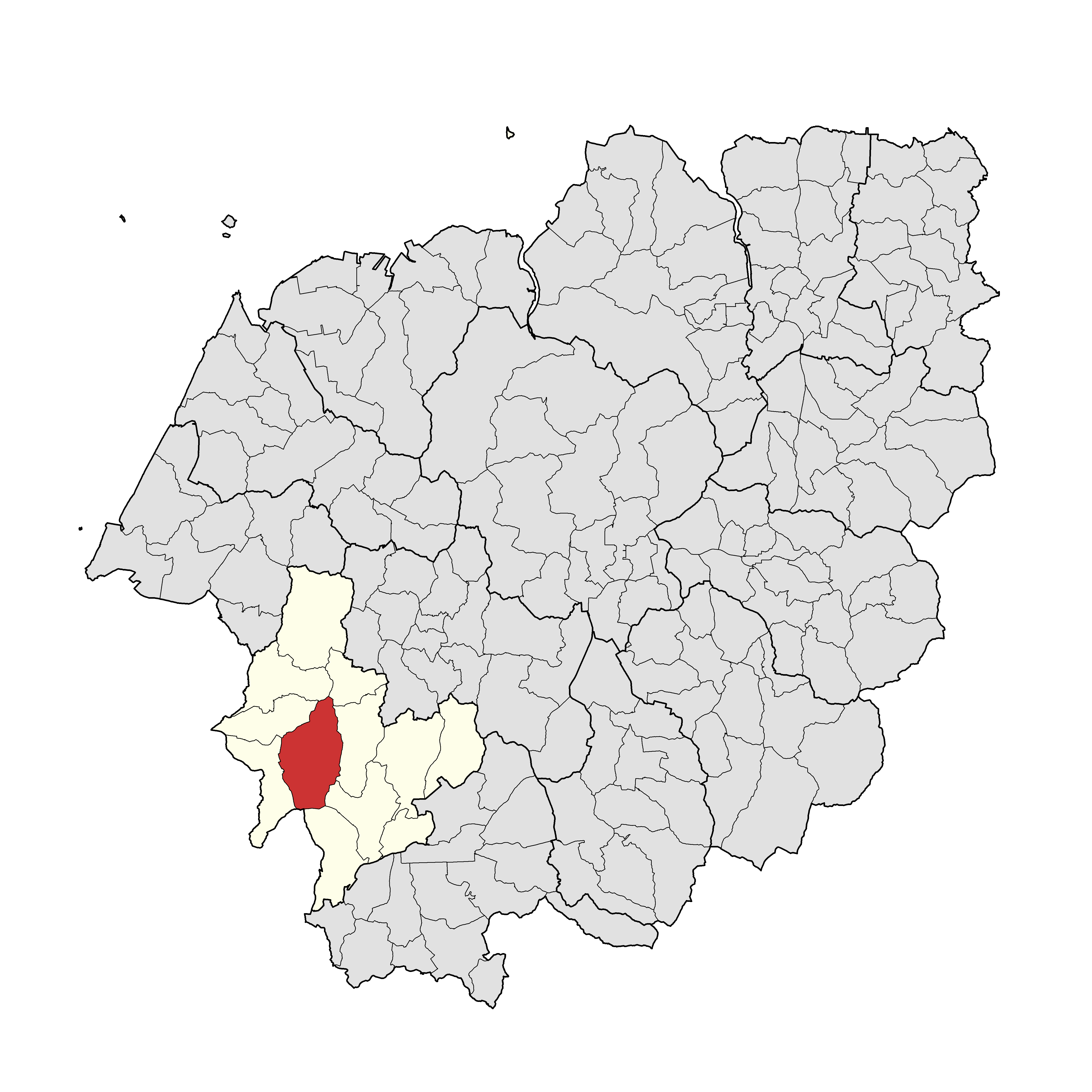
칠암리

## 교육
- 공음초등학교 (칠암리)
- 덕암초등학교 (폐교) - 공음면 덕암로 225 (덕암리)
- 신왕초등학교 (폐교) - 공음면 왕제산로 502 (신대리)
- 공음중학교 (칠암리)